# Miswak

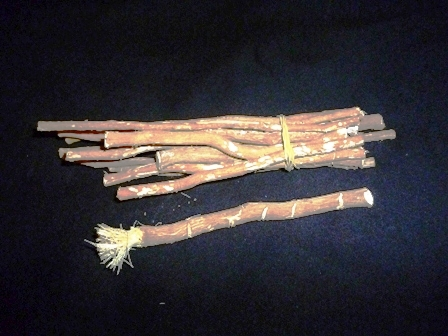
El miswak en Somalia es conocido como rumeey.

El miswāk o miswaak (en árabe, مسواك), también llamado siwāk o sewāk (سواك) es un palo de mascar, es decir, un palo limpiadientes orgánico hecho a partir del árbol Salvadora persica (conocido en árabe como arāk, أراك). Además de eficaces en la higiene, estos palos son asequibles y muy populares en todo el mundo islámico. Se cree que han sido utilizados desde hace más de 7 mil años. El miswak tiene propiedades antibacterianas, por lo que ayuda a controlar la formación y actividad de la placa dental, y puede usarse eficazmente como cepillo de dientes natural. Este producto forma parte de la jurisprudencia higiénica islámica.
De esta manera, tiene un uso predominante en áreas habitadas por musulmanes. Se utiliza comúnmente en la península de Arabia, el Cuerno de África, el norte de África, partes del Sahel, el subcontinente indio, Asia Central y el sudeste asiático. En Malasia, el miswak es conocido como kayu sugi ( کايو سوݢي 'palo para mascar' en malayo).

## Ciencia

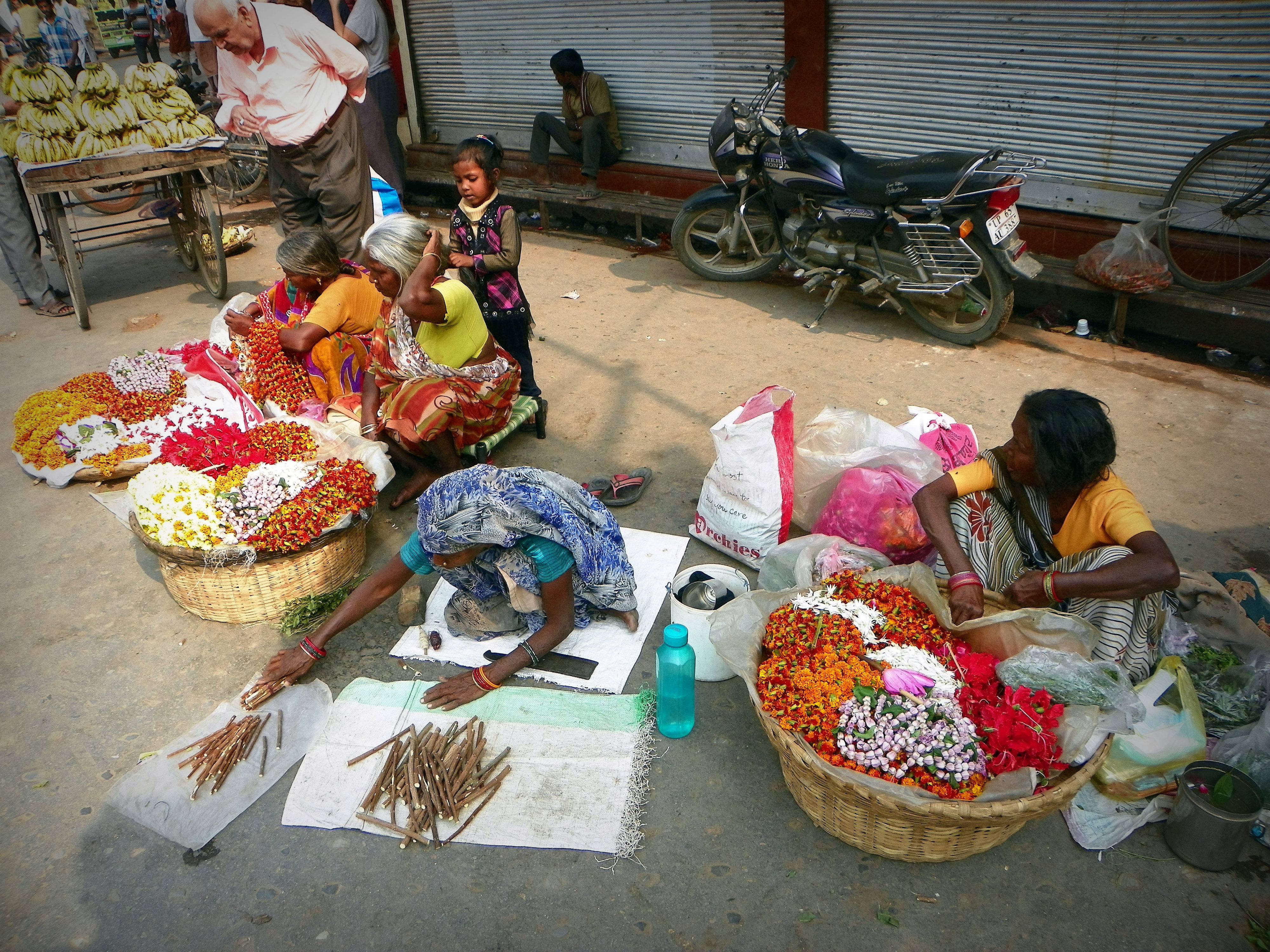
Venta de miswaks en Benarés, India

### Estudios
La Organización Mundial de la Salud (OMS) recomendó su uso en 1986, pero en 2000 un informe de consenso internacional sobre higiene bucal concluyó que era necesario seguir investigando para documentar los efectos del miswak. Una de estas investigaciones se realizó con una muestra de 203 individuos, y concluyó «que el estado periodontal de los usuarios de este cepillo orgánico, en la población sudanesa, es mejor que el de los usuarios del cepillo dental tradicional». Sin embargo, otro estudio comparativo realizado sobre una muestra de 480 adultos árabes saudíes encontró que «el grado de necesidad de atención periodontal en la muestra seleccionada es bajo cuando se compara con resultados de estudios similares realizados en otros países. De este modo, el uso frecuente del Miswak se asoció con una menor necesidad de tratamiento». En 2016, se publicó un artículo en el que se comparaba los restos de ADN encontrados en los cepillos tradicionales con los encontrados en el miswak tras su uso y su efecto con el paso del tiempo para determinar si el miswak sería una fuente fiable cuando se detecta ADN en escenas de crímenes.
La conclusión fue que el Miswak contiene la cantidad suficiente de ADN y mantiene el perfil genético del ADN; así que cuando se compara con cepillos dentales tradicionales, el Miswak es una fuente fiable de ADN para el análisis forense. Además, el periodo de conservación de hasta 4 meses no tuvo ningún o casi ningún efecto sobre los resultados.

### Extracto de miswak frente a otros colutorios orales
Los estudios indican que el extracto de Salvadora persica presenta una baja actividad antimicrobiana en comparación con otros colutorios antisépticos bucales y agentes anti-placa como el triclosán y el gluconato de clorhexidina.
Los colutorios que contenían clorhexidina fueron los que obtuvieron una mayor actividad antibacteriana, mientras que los colutorios con cloruro de cetilpiridinio y el extracto de Miswak obtuvieron una actividad antibacteriana menor. Sin embargo, la Administración de Alimentos y Medicamentos de los Estados Unidos en 2016 rebajó los beneficios del triclosán y puso en duda su seguridad como ingrediente de un producto de higiene bucal. El gluconato de clorhexidina también se relacionó con reacciones alérgicas graves, aunque en raras ocasiones.

## Prescripciones religiosas

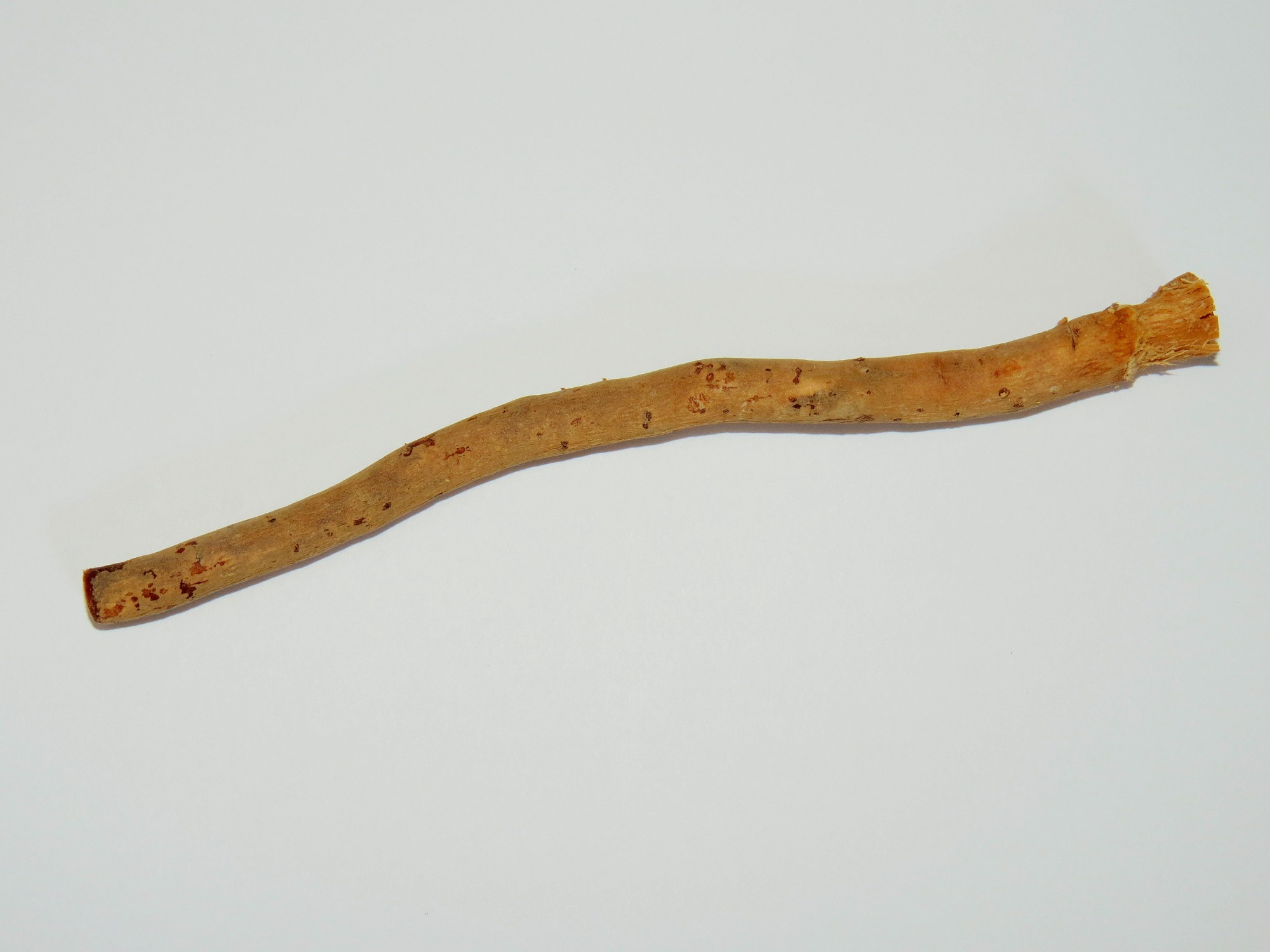
Miswak 2014

Con frecuencia se propugna el uso del miswak en el jadiz (narración de la vida de Mahoma, empleada tradicionalmente como parte de la jurisprudencia religiosa en el Islam). El miswak se recomienda en situaciones previas a la práctica religiosa, antes de entrar en casa, antes y después de ir de viaje, los viernes, antes de dormir y después de despertarse, si se tiene hambre o sed y antes de entrar en cualquier buena reunión.
Además de fortalecer las encías y evitar el deterioro dental y eliminar el dolor de muela, se dice que el miswak es capaz de detener las caries que ya se han empezado a formar. Además, se considera que crea una fragancia en la boca, elimina el mal aliento, mejora la sensibilidad del gusto y favorece unos dientes más limpios.

### Un hadiz en relación con el Miswak
El profeta islámico Mahoma recomendaba el uso de miswak. Se le cita en varios hadiz, exaltando las virtudes del producto:

Si no fuera porque habría abrumado a los creyentes, les hubiera ordenado usar el Siwak (Miswak) en cada plegaria.

Existen cuatro prácticas imprescindibles entre los profetas: circuncisión, sahumerio, Miswak y matrimonio.
Hacer un uso regular del Miswak es ciertamente un acto de purificación para la boca y un medio de satisfacción para el Señor.

Usad el miswak porque verdaderamente purifica la boca y es un placer para el Señor. Jib-ra-eel (Gabriel, en el Islam) me exhortó tanto para usar el miswak que temía que su uso fuera decretado obligatorio para mí y mi Ummah (comunidad, en el Islam). Si no hubiera temido imponer dificultades a mi Ummah, habría hecho obligatorio su uso entre mi gente. Ciertamente, yo uso el Miswak tanto que temo que la parte frontal de mi boca se pele o dañe (por un cepillado constante y abundante con el miswak).

## Mantenimiento
Cuando se escoge el miswak, este debe tener la longitud de la mano cuando se elija. Si este se seca, debe empaparse en agua para ablandar las cerdas del cepillo. Debe cortarse la punta asiduamente para garantizar la higiene y nunca debe guardarse cerca de un inodoro o lavabo. Se puede fabricar el cepillo a partir de ramas de Salvadora persica en lugar de sus raíces; teniendo en cuenta que las raíces del árbol pueden retener más humedad que sus ramas. Esto favorece un uso a largo plazo

## Transporte y entrega
Muchas empresas ofrecen estuches especiales para transportar y entregar el miswak. Muchas de estas empresas también se encargan de producir el miswak. El propósito principal de estos estuches es proteger y transportar el miswak con tal de preservar su frescura. Los estuches de plástico para los cepillos de dientes tradicionales que están disponibles en la mayoría de las farmacias también pueden usarse para guardar el miswak.

## Lectura complementaria
- Investigación islámica sobre el miswak (Dr. Al Sahli)
- Khan, Tehmeena, Toothbrush (Miswak), in Muhammad in History, Thought, and Culture: An Encyclopedia of the Prophet of God (2 vols.), Edited by C. Fitzpatrick and A. Walker, Santa Barbara, ABC-CLIO, 2014.